# Toftrees (Norfolk)
Toftrees es una aldea dentro de la parroquia civil de Dunton, en el condado de Norfolk, Inglaterra. La aldea está a 2,3 millas (3,7 km) al suroeste de Fakenham, a 27,3 millas (43,9 km) al noroeste de Norwich y a 113 millas (181,9 km) al nornordeste de Londres. La estación de ferrocarril más cercana está en Sheringham para la Bittern Line, la cual hace su recorrido entre Sheringham, Cromer y Norwich. El aeropuerto más cercano es el Aeropuerto Internacional de Norwich. La aldea está ubicada en el lado noroeste de la carretera A1065 Fakenham a Swaffham.
En el censo de 2001 la parroquia tenía una población de 115 habitantes. Para propósitos de gobierno local, la parroquia se incluye en el distrito de North Norfolk.

## Historia
Hay evidencia que ha existido un asentamiento aquí desde el tiempo de los romanos, ya que está ubicado en un cruce de calzadas romanas.
Toftrees tiene una entrada en el Libro Domesday de 1086, registrada con los nombres Toffas, y Toftes. Los principales terratenientes fueron William de Warenne y Peter de Valognes. La encuesta también menciona a la iglesia y a 12 yeguas salvajes.